# Botschaft Eritreas in Berlin

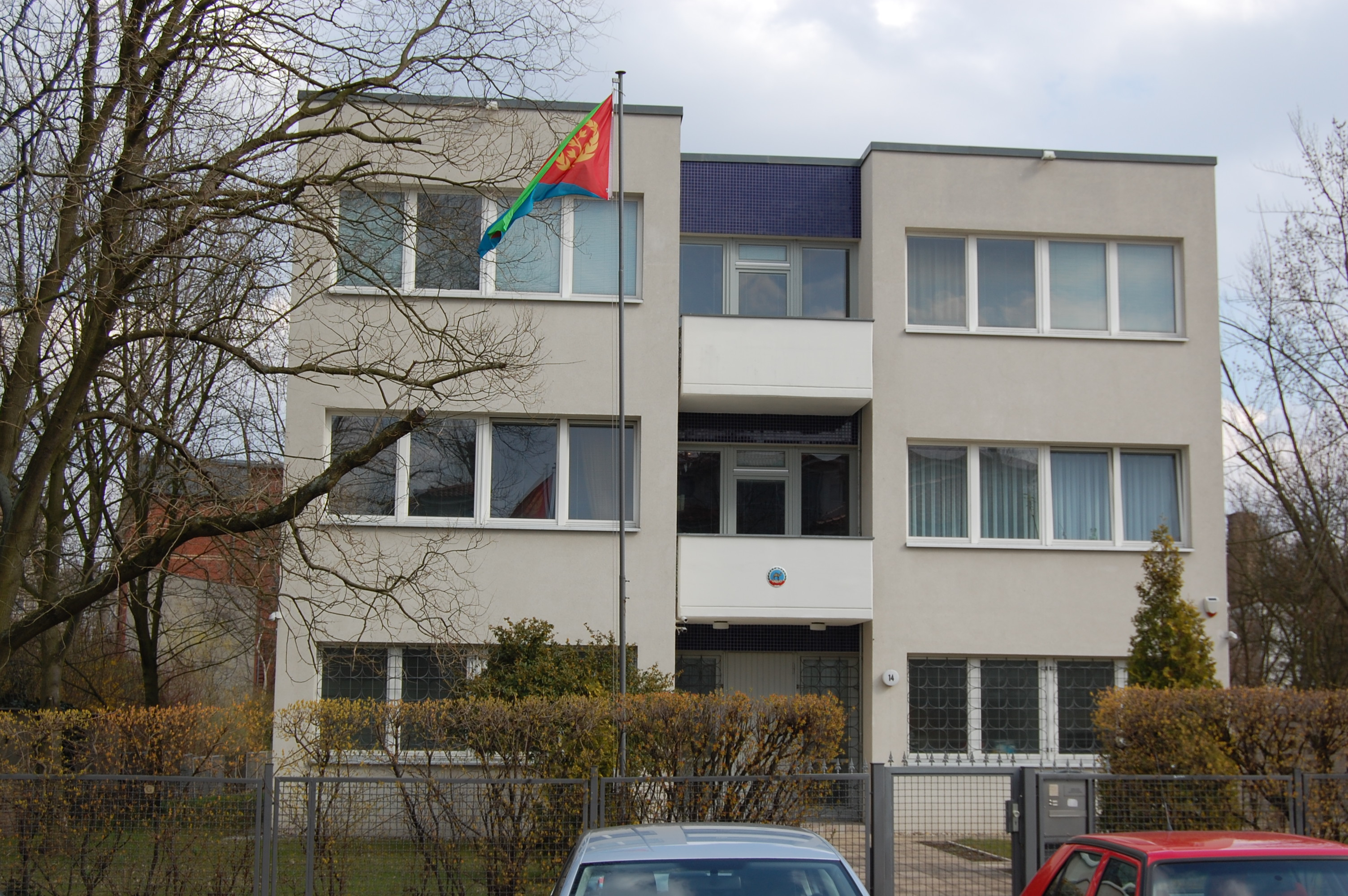
Botschaft in der Stavangerstraße 10

Die  Botschaft Eritreas in Berlin ist die diplomatische Vertretung Eritreas in Deutschland. Sie befindet sich in der Stavangerstraße 18 im Ortsteil Prenzlauer Berg des Bezirks Pankow. Der Posten des Botschafters ist derzeit unbesetzt; seit März 2009 wird die Botschaft von Yohannes Woldu Habtemikael geleitet.

## Geschichte
Eritrea ist einer der jüngsten unabhängigen Staaten auf dem afrikanischen Kontinent. Seit 1890 war das Staatsgebiet italienische Kolonie. Zwischen 1941 und 1945 stand der Staat unter britischer Militärverwaltung. 1950 wurde es von den Vereinten Nationen mit einem Sonderstatus in den äthiopischen Staatenverband eingegliedert und 1962 komplett von Äthiopien annektiert. Im Mai 1993 erlangte Eritrea die Unabhängigkeit und richtete in mehreren Staaten Botschaften ein. Die erste Vertretung Eritreas in Deutschland eröffnete 1993 in Köln (Marktstraße 8). Infolge des Bonn-Berlin-Gesetzes zog die Botschaft in ein geeignetes Gebäude nach Berlin um. Das zuvor für Algerien gebaute dreigeschossige Haus in Berlin-Pankow ist seit Anfang 2012 Sitz der diplomatischen Vertretung Eritreas.

## Baugeschichte
Zwischen den Plattenbausiedlungen in Prenzlauer Berg und den Siedlungen der 1930er Jahre in Pankow entstand in den 1970er Jahren ein Botschaftsviertel. Für die Diplomatische Vertretung Algeriens in Ost-Berlin (die offiziell nicht ‚Botschaft‘ heißen durfte) entwarf der Architekt Eckart Schmidt vom VEB Wohnungsbaukombinat in standardisierter Einfachbauweise aus dem Plattenbau Typ Pankow III ein zweckmäßiges Gebäude, das bis 1999 als Residenz des algerischen Botschafters diente. Die eigentliche Botschaft befand sich in Bonn.
In den Jahren 1999 bis 2002 sanierte das Büro duos Architektur+ das Haus in der Stavangerstraße. Wegen Feuchtigkeitsschäden wurden Mauerwerk und Fußboden erneuert sowie Fenster und Dachhaut ersetzt.

## Architektur
Das Gebäude vom Typ Pankow III besteht aus zwei zueinander versetzt angeordneten Kuben, die durch ein gemeinsames Stiegenhaus miteinander verbunden sind. Fassadenschmuck gibt es lediglich in Form senkrechter Fliesenbänder sowie verspielter Fenstergitter an der Seitenfront, die aus der Bauzeit stammen und erhalten blieben.
Bis auf einen einzigen Raum im Obergeschoss sind alle Räume als Büroräume adaptiert – auch die ursprünglich als Residenz geschaffene oberste Etage. Der Botschafter residiert in der Gotlandstraße 14, ebenfalls ein Bau vom Typ Pankow III.